# Edward James Burns
Edward James Burns (Pittsburgh, Pensilvania, Estados Unidos, 7 de octubre de 1957) es un obispo católico, filósofo, sociólogo, maestro en divinidad y teólogo estadounidense. 
Al finalizar sus estudios, fue ordenado sacerdote en 1983 para su diócesis natal. 
Tras ocupar numerosos cargos pastorales durante varios años, en 2009 el papa Benedicto XVI le nombró Obispo de Juneau.
A día de hoy, tras haber sido nombrado por el Papa Francisco en el mes de diciembre de 2016, es el nuevo y octavo Obispo de Dallas, sucediendo al Cardenal Kevin Farrell. Es también canciller de la Universidad de Dallas.

## Inicios y formación
Edward James Burns, es nacido el día 7 de octubre de 1957 en la ciudad estadounidense de Pittsburgh (Estado de Pensilvania).
Sus padres son Donald y Geraldine Burns. Tiene un hermano llamado Robert.
Asistió a la escuela de secundaria "Lincoln High School" de Ellwood City y seguidamente al descubrir su vocación religiosa, decidió ingresar en el Seminario San Pablo de su ciudad natal. Al mismo tiempo comenzó a asistir a la Universidad Duquesne del Espíritu Santo, en la cual obtuvo una Licenciatura en Filosofía y otra en Sociología. Luego obtuvo una Maestría en Divinidad y otra en Teología por la Universidad Mount St. Mary's de Emmitsburg (Maryland).

## Sacerdocio
Fue ordenado sacerdote el día 25 de junio de 1983, por el entonces obispo de Pittsburgh monseñor Vincent Leonard. 
Tras su ordenación comenzó a trabajar como vicario parroquial en la Iglesia de Nuestra Señora de Lourdes en Burgettstown y en la de la Inmaculada Concepción en Washington. En 1991 fue nombrado Director de Vocaciones y Vicerrector del Seminario de San Pablo, del cual se convirtió en su Rector en 1996. 
A partir de 1999 fue director Ejecutivo de la Secretaría de Clero, Vida Consagrada y Vocaciones de la Conferencia de los Obispos Católicos de los Estados Unidos (USCCB), cargo que ocupó durante nueve años. Bajo su dirección, esta secretaría produjo un DVD galardonado y titulado "Fishers of Men on the lives of priests" y además publicó, "We Were There", una publicación que describe las experiencias de los sacerdotes que sirvieron en primera persona en los lugares que fueron afectados por los Atentados del 11 de septiembre de 2001.
Luego en 2008 regresó a sus cargos como Rector y Director de Vocaciones del Seminario de San Pablo. 
Durante estos años cabe destacar que fue Copresidente de un congreso celebrado en la Ciudad del Vaticano sobre las vocaciones en América del Norte, colaboró en una revisión de la Santa Sede sobre todos los seminarios católicos de los Estados Unidos y recibió el título honorífico de capellán de Su Santidad.

## Carrera episcopal

### Obispo de Juneau
El 19 de enero de 2009, el Papa Benedicto XVI le nombró quinto obispo de la diócesis de Juneau, situada en el Mango de Alaska y con una población católica de unas 10.400 personas. En este cargo sucedió a monseñor Michael William Warfel.
Recibió su consagración episcopal el 3 de marzo en la Catedral de San Pablo en Pittsburgh, a manos del obispo de dicha sede "Monseñor" David Zubik actuando como consagrante principal.
Como co-consagrantes tuvo al entonces Arzobispo Metropolitano de Anchorage "Monseñor" Roger Lawrence Schwietz y al entonces Cardenal-Arzobispo Metropolitano de Washington D. C. monseñor Donald Wuerl.
Además de su escudo episcopal, escogió como lema, la frase "Pray With Confidence"; (en español: Orar con Confianza).
Tomó posesión oficial de la diócesis de Juneau el día 2 de abril.

### Obispo de Dallas
Actualmente desde el 13 de diciembre de 2016 es el nuevo y octavo obispo de la diócesis de Dallas, tras haber sido nombrado por el Papa Francisco en sucesión de "Monseñor" Kevin Joseph Farrell que pasó a ser Prefecto del recién creado Dicasterio para los Laicos, Familia y Vida, y a finales de ese año fue elevado al rango de Cardenal.
Edward tomó posesión de la sede de Dallas el 9 de febrero de 2017, durante una especial eucaristía de bienvenida, celebrada en la Catedral Santuario de Guadalupe.
En agosto del 2018, Burns informo a los miembros de la parroquia Sta. Cecilia en Dallas que su pastor, Edmundo Paredes, había sido retirado del ministerio en 2017 por alegaciones verificadas de abuso sexual infantil y de robo de fondos de la parroquia. La diócesis había reportado Paredes inmediatamente a las autoridades de la ley, pero Paredes huyó del país antes de poder estar arrestado. [8]

## Título honorífico
| Título                  | Fecha | Otorgado por        | Lugar               |
| ----------------------- | ----- | ------------------- | ------------------- |
| Capellán de Su Santidad | 2006  | Papa. Benedicto XVI | Ciudad del Vaticano |